# 1333 w polityce

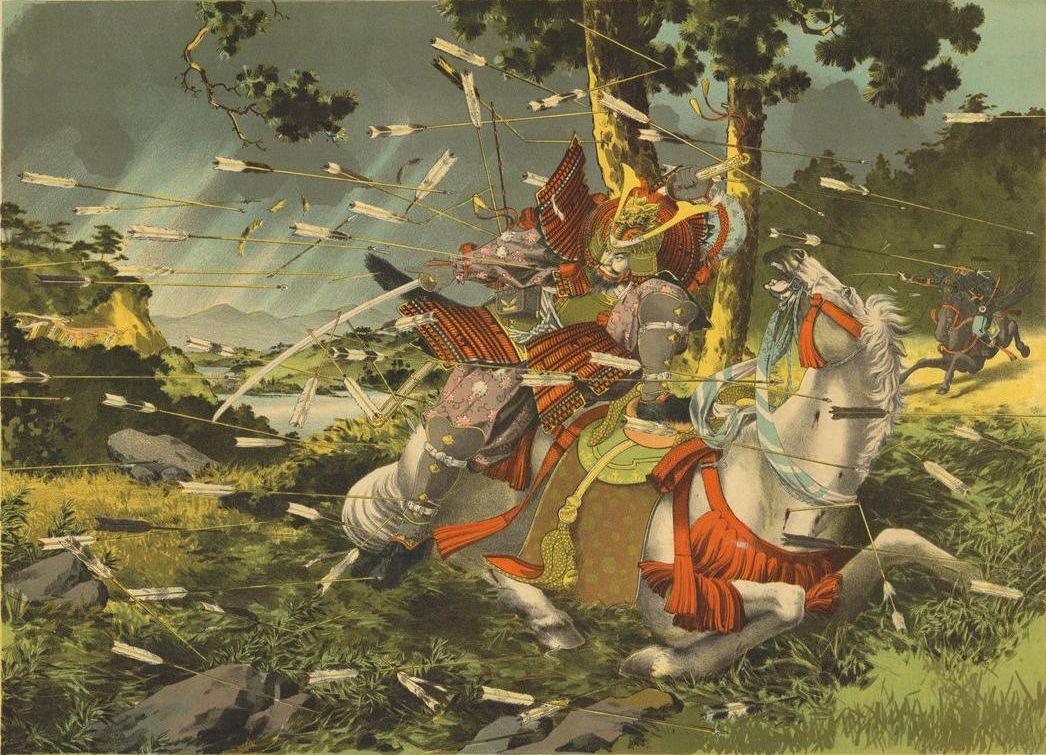
Yoshisada Nitta

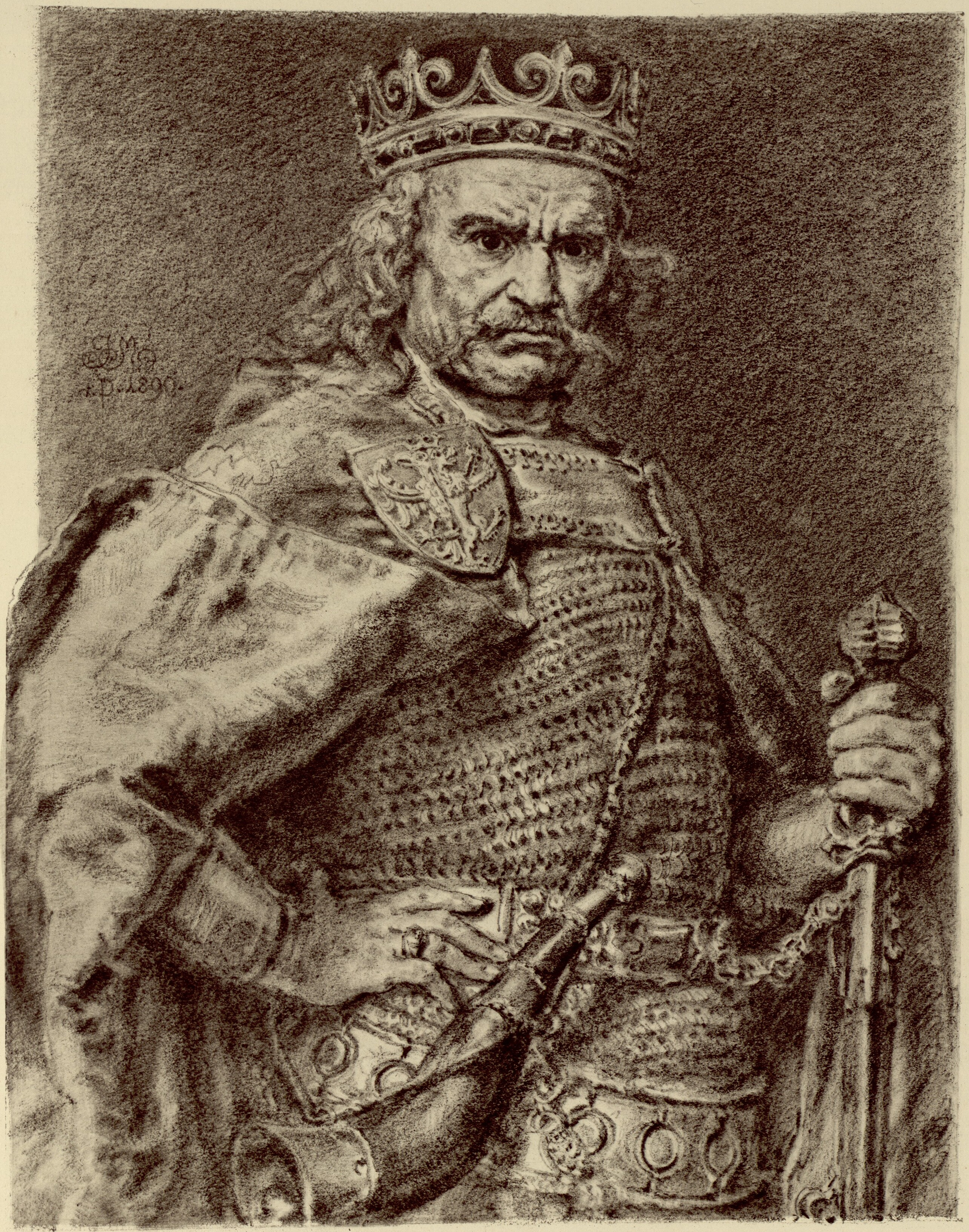
Jan Matejko, Władysław Łokietek, król Polski od 1320

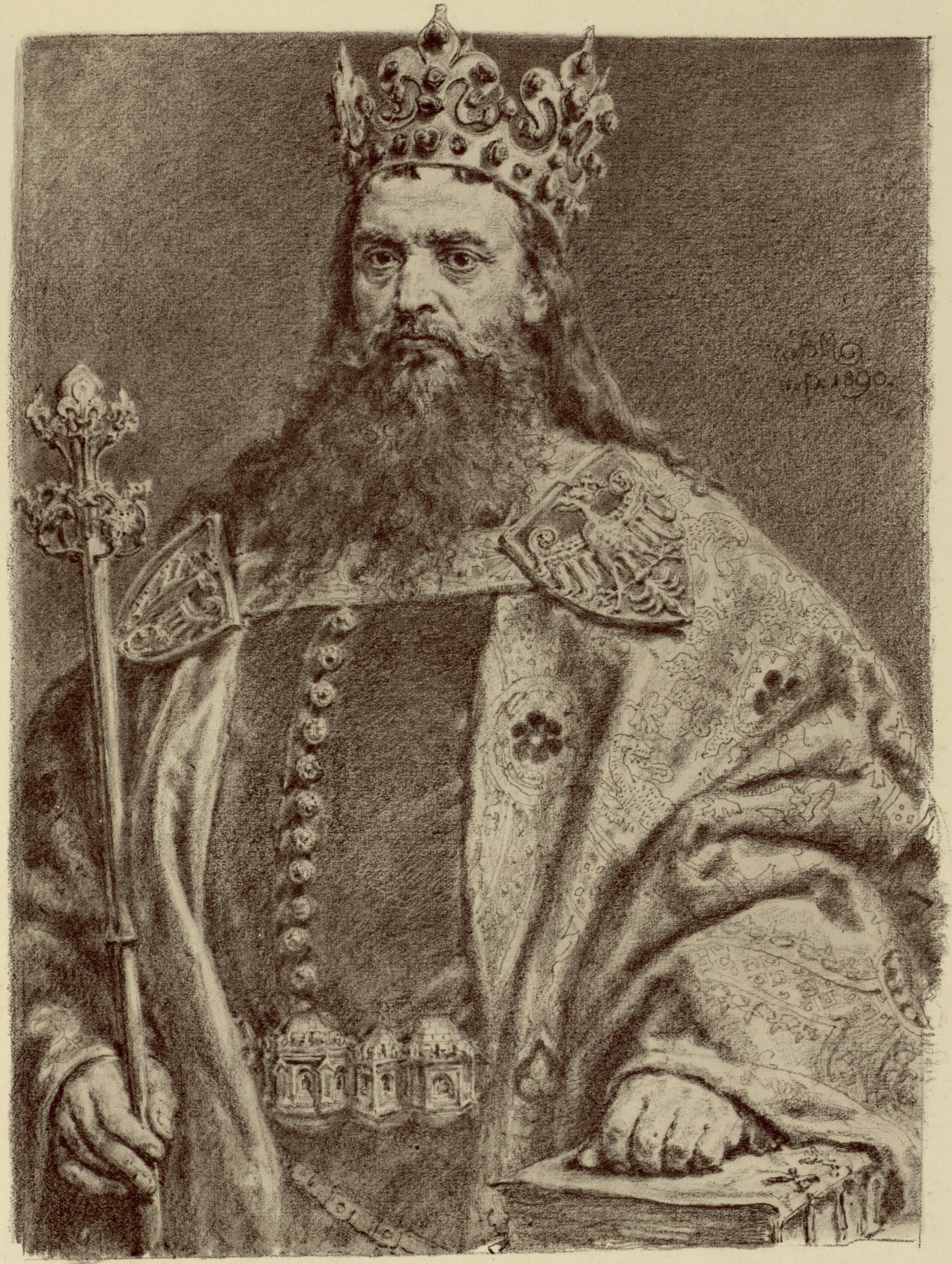
Kazimierz III Wielki, ostatni władca z dynastii Piastów na tronie Polski

Wydarzenia polityczne w 1333 roku.

## Wydarzenia
- Kazimierz Wielki obejmuje tron[1]. Będzie ostatnim przedstawicielem dynastii Piastów rządzącym w całej Polsce.
- 18 maja oblężenie Kamakury przez oddziały Yoshisady Nitty[2].
- 19 lipca Bitwa pod Halidon Hill. Król angielski Edward III[3], oblegający Berwick-upon-Tweed, zadaje idącym na odsiecz twierdzy Szkotom pod wodzą Archibalda Douglasa, regenta króla Davida II, druzgocącą klęskę[4]. Przyczyną zwycięstwa Anglików było zastosowanie zmasowanego ostrzału z łuków stłoczonych na ciasnym, błotnistym terenie oddziałów szkockich[4].

## Urodzili się
- Joanna Angielska, córka Edwarda III i Filipy de Hainault. Umrze w czasie epidemii Czarnej śmierci w 1348[5].
- Eleonora Aragońska, królowa Cypru, żona Piotra I[6].
- (lub 1327) Władysław Biały, książę kujawski[7].

## Zmarli
- 2 marca Władysław Łokietek, król Polski[8][9].
- 19 lipca Archibald Douglas, szkocki polityk i dowódca, ginie w bitwie pod Halidon Hill[10].
- Rita Armeńska, cesarzowa bizantyjska[11].